# Cornell Capa
Cornell Capa (* 10. April 1918 als Kornell Friedmann in Budapest, Österreich-Ungarn; † 23. Mai 2008 in New York) war ein ungarisch-US-amerikanischer Fotograf. Als jüngerer Bruder des berühmten Fotografen Robert Capa wurde er auch le petit Capa genannt. Mit seinem Bruder prägte er den Fotojournalismus. Bekannt wurde er mit Fotos aus dem Vietnamkrieg und mit seinen fotografischen Sozialreportagen aus Lateinamerika.

## Leben
Cornell Capa war der jüngste Sohn einer aus Budapest stammenden jüdischen Familie. Wie sein älterer Bruder war er lange als Fotojournalist tätig. Im Jahr 1936 begann Cornell für Robert sowie für die Fotografen Henri Cartier-Bresson und David „Chim“ Seymour in Paris Negative zu entwickeln. 1937 emigrierte er nach Amerika und begann für die Fotoagentur Pix zu arbeiten. Im Jahr darauf wechselte er zum „Life“-Magazin und arbeitete dort zunächst als Drucker. Von 1941 bis 1945 war er Hausfotograf von „Life“, und im Jahr 1946 wurde er dort als fester Fotograf angestellt.
Ab 1953 arbeitete er vorwiegend als freier Fotograf und machte zahlreiche Reportagen in Lateinamerika. Er wurde 1954 Vollmitglied bei Magnum Photos und fungierte als Vizepräsident bei der American Society of Magazine Photographers. Von 1956 bis 1959 war er überdies Präsident von Magnum. In den 1960er und 70er Jahren entstanden Bücher und Ausstellungen gemeinsam mit Micha Bar-Am.
Capa beendete 1974 seine Tätigkeit als Fotograf und gründete das International Center of Photography (kurz: ICP) in New York, dessen langjähriger Direktor er war. Mit dem ICP bezweckte er, die Nachlässe sowohl seines Bruders als die der Fotografen David Seymour und Werner Bischof zu schützen. Er brachte daneben zahlreiche Veröffentlichungen über Leben und Werk von Robert Capa heraus. 1983 wurde er teilhabendes Mitglied der Agentur Magnum Photos.
Cornell Capa starb im Alter von 90 Jahren eines natürlichen Todes in seiner Wohnung in Manhattan.

## Preise
- 1975: Ehrenpreis der American Society of Magazine Photographers
- 1986: Leica Medal of Excellence
- 1990: Peace and Culture Award, Sokka Gakkai International, Japan
- 1991: Ordre des Arts et des Lettres, Frankreich
- 1994: The Royal Photographic Society’s Centenary Medal and Honorary Fellowship (HonFRPS)
- 1995: The Distinguished Career in Photography Award der Freunde der Fotografie (Friends of Photography)
- 1999: Lifetime Achievement Award in Photography von der Aperture Foundation[3]